# 学園NINJAランディ
『学園NINJAランディ』（がくえんにんじゃランディ、原題：Randy Cunningham: 9th Grade Ninja）はアメリカ合衆国のコメディアニメ。男子高校生ランディ・カニングハムが忍者としてノリスビル高校を守るために立ち上がる。2012年8月13日より本国ディズニーXDにて放送開始したのち現在に至る。日本においては2013年4月20日にディズニーXDにて放送開始。ディズニー・チャンネルでも2021年4月23日より放送されている。Disney+では2022年8月3日から配信されている。

## 登場人物

### 主要人物
ランディ・カニングハム（Randy Cunningham）
声  - ベン・シュワルツ / 日本語版 - 前野智昭
主人公。14歳のノリスヴィル高校一年生。夏休み中、人知れず忍者に任命され、以降迫り来る怪物や刺客から学校を守る日々を送るようになった。
青い瞳と濃い紫色の髪の毛。服装はグリーンのパーカーと赤に白い紋様の入ったシンプルなTシャツを愛用し、下は黒いジーンズと紫のジッパーシューズを素足で履いている。尚、ブリーフ含めてほぼマクフィスト社製で決めている
性格
親友のハワードと常に行動を共にし、校内で目立つためにあらゆる作戦を考えては実行しているお調子者。
一方で正義感が強く、怪物やロボが襲って来た時には何より忍者としての任務を優先する。そのことでハワードと喧嘩になることもしばしばだが、後から反省しランディの方から謝罪する様子が多く見られる。
困りごとがあると忍者入門に頼るが、入門書の意図を正確に読めず、状況が悪化してから気付く事が多い。しかし最終的には自分の過ちを認め、「大切なことを学んだ」と反省できる素直な性格。
「どういう事！？」が口癖で、忍者入門に意見して怒られると「言ってみただけ…」とごまかす。
留学生のジャックがバッシュにいじめられているのを助けたり、一度究極のレッスンにて記憶を失った時、代理で忍者となったハワードのいじめのようなやり方に疑問を持つなど、卑劣な行為が嫌い。
忍者キャンプの折、手段を択ばないマック・アントフィーに対しても、周囲が洗脳されていく中たった一人立ち向かった。
ジュリアンがベルトコンベアで棘の歯車に巻き込まれそうになった時も率先して助け、忍者の力が失われた時は自分自身の力でハワードの救出に向かうなど、忍者にならずとも勇敢な行動力があり、忍者入門からの評価も高い。
嗜好、特技
なぞなぞが得意で、墓石パンチと猿の映画が好き。自身が忍者になるまでは、忍者の一番のファンを自称していた。忍者に任命されて以降、マクフィストが敵と知るまでは彼の一番のファンを自称。洋服・食品ともにマクフィスト社製のもので決めていて、新製品発売と聞くたびに列に並んだりする。
ゲームが得意で、グレッグのゲームショップにある殆どのゲームで記録保持者。
成績
成績は良くない。D評価が多めで、化学発表会とスペイン語発表の時はF判定を受けた。その後どうにか挽回してF評価を取り下げてもらう等、がけっぷちの成績。
尚、普段の素行に問題があるわけではないが悪戯が失敗して居残りさせられることもある
ハワードとの関係
幼いころから一緒に育った幼馴染のような存在で、現在も常に一緒に行動する親友。しかし忍者としての自分に不満を持つハワードと衝突も多くなり、忍者としての自分と、親友としての自分に板挟みになり葛藤することも。忍者入門から『忍者は友達を持つことはできない』と教えられるも、完全に反発してる。
ハワードの行動によって割を食う事が多く足を引っ張られたりもするが、最終的には必ず仲直りしている。
二人で一つのものを共有することもあり、マクサッチェル発売時は二人で買って二人で使おうと提案し、中学の時は下着の貸し借りまでしている。
ハワードが天狗に取りつかれてしまった時は、その力が忍者服と共通していることを知り迷わず忍者服を焼却した。
二人で30 Seconds to Mathという名のバンドを結成しており、ランディはキーボードギターとメインヴォーカルを担当。
ニワトリ恐怖症
ニワトリが苦手で、見るだけで震え上がるほど。本人曰く、「気味が悪い。気持ち悪い」。その割にニワトリの知識が深く、「首の骨がキリンより多い」などと豆知識を語っている。うつろな目・嘴の下の赤い部分が気持ち悪いらしく、囲まれた時には両手で顔を覆って泣き出した。恐怖を克服するためニワトリを抱きしめたときには懐かれるも、結局克服には至っていない。

ハワード・ウィーナーマン（Howard Weinerman）
声  - アンドリュー・カルドウェル / 日本語版 - 奈良徹
14歳。ノリスヴィル高校一年生でランディの親友。同じ高校に姉のハイディがいる。第一話で早々に忍者の正体がランディであると知り、その秘密を共有している。
体系は太っていて背が小さい。黄土色の瞳とオレンジ色の髪。服装は青系統で統一しており、キャラクターがプリントされた青いTシャツに水色のシャツを羽織って腕まくりをしている。下はハーフパンツと赤いスニーカーで、Tシャツとズボン、歯の詰め物についてはマクフィスト社製。
性格
自分の欲望に実直で、それが何より最優先。これまでランディと共にあらゆる目立つための作戦を実行してきたが、ハワードがプランを考えたことはなく、要求して後は丸投げする。
ランディが忍者になって以降、彼が度々任務の為姿を消す事に不満があり、絶交宣言や別の友人に乗り換える等、喧嘩やトラブルを巻き起こした。
楽しいことを行おうとする度にランディが忍者入門に呼び出され止められる上、ランディも忍者入門の教えを優先して従うので、忍者入門の事が嫌い。
一度ランディが忍者入門に反抗した時には「お前がそんなことするなんて！」と歓喜の声を上げていた。
体を動かすことと働くことが嫌いで、堂々と明言している。
傍から見ればハワードが悪いことでも言葉巧みに自分論を展開し、部分的に責任をランディに押し付ける。おしゃべりで口が軽く、他人を見下して笑らう事も。
記憶喪失のランディの代理で一時的に忍者になった時には、敵のロボットに食い込みパンツをするなどして泣かせている。タレントオーディションの時には嫌な審査員役を務めるも、道に入り過ぎて参加者を軒並み怪物にした。ランディが誤って封印を解いた天狗に取りつかれた事もある。
嗜好、特技
食べる事と墓石パンチが大好きで、宇宙飛行猿のニール・ヘイプストロングの大ファン。ランディが忍者と知るまでは、忍者に憧れる様子も見られた。ランディと同じくマクフィスト社の製品が大好き。
体系に違わず大食漢で、アイスクリームサンドを15個・チキンのファミリーパックを独りで完食・ランディのランチを盗み食い等を平然とやってのける。しかしダイエット向けにカロリーオフな食品は嫌い。
チェスの名手という意外な一面がある。大会時、誰も適わなかったチェスロボット・スティーブ・ライリーを余裕で追い詰め、勝利を収めて怪物化した生徒たちを救った。ただし駒の名称は覚えていない。
勉強
ランディと並んであまりよくない。夏休み明けの作文の授業で、開始と同時にランディに「写させて！」と迫っている。歴史の研究発表もハワードは歴史について数行の暗記でよかったものの、それすら覚えていなかった。体育のロープ上りを拒否した為、ランディからロープ上りができないと思われていたが普通に上れる。
ランディとの関係
子供の頃から何をするにも一緒で大親友。ただしランディが忍者になって以降、忍者入門の呼び出しや忍者としての任務を優先し始めていることに不満を持ち「NNS（忍者になって失踪）」「UNNS（迂闊に忍者になって失踪）」等の造語を作ってはランディを責めている。
不満をぶつけて喧嘩腰になるのはいつもハワードの方で、絶交宣言・別の友人に乗り換えるなどあてつけがましい行動に出ることも多い。
映画館のアルバイトで昇進した時には、立場を利用してランディにあらゆる雑用をさせた。
忍者が閉じ込めた怪物を逃がしてしまったり、タレントオーディションで過剰に参加者を侮辱して怪物化させるなどトラブルを呼び起こす事も多いが、忍者の正体が暴かれそうになったりランディが危険な目に遭った時には機転を利かせて助け出すなど、本来は親友思い。ランディが自身を犠牲にし、女妖術師もろとも影の圀へ飛び込んだのを救出し、「二度とこんなことするな！」と叱りつけている。
ランディと組んで30 Seconds to Mathというバンドを結成している。パートはドラムマシン。練習では華麗なスティックさばきを見せていた。

### ヴィランズ
ハンニバル・マクフィスト（Hannibal McFist）
声  - ジョン・ディマジオ / 日本語版 - 町田政則
ノリスヴィルの街にいくつもの企業を展開するマクフィスト社の社長。
経営は安定しているらしく、ウーピーワールドを電話一つで買収できる程。
街の大金持ちとして市民からは慕われるも、妖術師と結託して忍者を追い詰める敵でもある。
本作のディズニー・ヴィランズ。
見た目
髪・髭・眉毛が金髪。ブラウンにストライプのスーツと赤いネクタイを愛用。右腕の二の腕から先が機械になっており、バイオ液が入った手の中には脳みそのような生物がいる。
彼とは別の生き物らしいが詳しいことは一切言及されていない。
性格
感情の起伏が激しく、部下へはいつも怒鳴っている。
自己中心的な性格で、作戦の失敗は部下のせいだが成功すると自分の手柄にする。その性格が災いし、従業員として働いているロボゴリラにストライキを起こされたことがある。
妻のマーシーには非常に甘いが、義理の息子・バッシュとは不仲。
高圧的な割に傷付きやすい。

バイスロイ（Willem Viceroy III）
声  - ケビン・マイケル・リチャードソン / 日本語版 - 落合弘治
マクフィスト社に常駐する科学者。自らを『悪の科学者』と称する。
黒目・黒髪に褐色肌。紫とシャツにピンク色の白衣をまとう、ヒョロリと細い体系。
攻撃用ロボを始め、生物兵器や忍者の正体を暴くための機械など数々の発明をしてきたが、いずれも忍者に壊されるなど失敗に終わっている。
テーマパークの新しいアトラクションや船上パーティーのプロデュースなど、マクフィストの秘書的な役割も担うが、成功する度に手柄をマクフィストに奪われている上に皮肉も通じない。
その鬱憤が溜まっていたのか、忍者をおびき寄せるため、ロボ忍者に攻撃されるという自作自演を行った際ロボ忍者の出力を最大にしていた。
アメーバの子供に名前を付けて可愛がったり、ウーピーワールドではしゃぐなど、かわいい物好きの一面がある。
子供の頃の天敵は鼻水を飛ばしてくるスティービー・ミラー。
発明品の多くは忍者を追い詰める為のものであるが、バッシュの化学発表会の為に猫のフンを電気に変える装置や、悪戯グッズなども手掛けている。
一度短パンを履いてきた事があるが、母からは止められていたらしい。

妖術師（The Sorcerer）
声  - ティム・カリー(シーズン1)→ベン・クロス(シーズン2) / 日本語版 - 烏丸祐一
ノリスヴィル高校の地下に封印されている邪悪な妖術師。
800年前、初代忍者の手によって現在のノリスビル高校の地下に幽閉され続けており、忍者を倒して再び外へ出ることを目論んでいる。
マクフィストとは『自分を解放すれば何でも好きな超人的能力を授ける』という利害関係の元で結託しているが、あまりに失敗が続くため段々愛想を尽かし始めた。
校内で落ち込むものの感情を感じ取ると、すかさず緑色の煙を発して憑りつき怪物にする。
世界に混乱を招いてメチャクチャにし、支配するのが目的。ただしことごとく忍者に阻止され、女妖術師との再会すらも邪魔されている。

### 学生
バッキー・ヘンスレッター（Bucky Hensletter）
声 - スコット・メンヴィル
トライアングルを叩くことが好きな学生。いつもバッシュにいじめられている。
バッシュ・ジョンソン（Bashford "Bash" Johnson）
声 - デイブ・ヴィッテンベルク/日本語版 - あべそういち
ハンニバル・マクフィストの義理の息子で、ノリスヴィル高校のいじめっ子。
ハイディ・ウィーナーマン（Heidi Weinerman）
声 - キャシー・スケルボ/日本語版 - 石井ゆかり
ハワードの姉。「Norrisville High #1 Me-Cast: Heidi@School!」のホステス。
テレサ・ファウラー（Theresa Fowler）
声 - サラ・ハイランド
バトントワリングチームのメンバー。ランディが好き。
ジュリアン（Julian）
声 - ディー・ブラッドリー・ベイカー
紫色のシルクハットとスーツを着た、不気味な学生。

## スタッフ
- 原作 - ジェド・エリノフ、 スコット・トーマス
- 監督 - マイク・ミロ
- 音声監督 - ジニー・マクスウェイン
- キャラクターデザイン・アートディレクター -  ホーネン・バスケス
- 音楽 - ブレッド・ブリーク
- エグゼクティブ・プロデューサー - ジェッド・エリノフ、スコット・トーマス
- アニメーション制作 - ボルダー・メディア
- 製作 - ディズニーXD

## 主題歌
『学園NINJAランディ』
作詞・作曲 - ブレッド・ブリーク、歌 - 不明（英語版）、Billy（日本語版）

## エピソード

### シーズン1
| 話数               | 話数     | 邦題                               | 原題                                    | 放送日             | 放送日         | 放送日 |
| アメリカ合衆国の旗 | 日本の旗 | 邦題                               | 原題                                    | アメリカ合衆国の旗 | 日本の旗       |        |
| ------------------ | -------- | ---------------------------------- | --------------------------------------- | ------------------ | -------------- | ------ |
| 1                  | 1        | 忍者の誕生                         | Last Stall on the Left                  | 2012年 8月13日     | 2013年 4月20日 |        |
| 1                  | 1        | 取りつかれた？                     | Got Stank                               | 9月17日            | 2013年 4月20日 |        |
| 7                  | 2        | 人口火山で校外学習                 | Monster Dump                            | 9月25日            | 4月27日        |        |
| 3                  | 2        | タレントショーは大混乱             | So U Think U Can Stank                  | 9月18日            | 4月27日        |        |
| 4                  | 3        | ゴシップ放送局                     | Gossip Boy                              | 9月20日            | 5月4日         |        |
| 9                  | 3        | 黄金の診断書                       | The Tale of the Golden Doctor's Note    | 9月27日            | 5月4日         |        |
| 6                  | 4        | プールパーティに忍び込め！         | House of 1,000 Boogers                  | 9月24日            | 5月11日        |        |
| 8                  | 4        | ポテト怪物の襲撃                   | Attack of the Killer Potatoes           | 9月26日            | 5月11日        |        |
| 10                 | 5        | ドリスコルの逆襲                   | Dawn of the Driscoll                    | 10月15日           | 5月18日        |        |
| 11                 | 5        | マクフィルズの恐怖                 | Night of the Living McFizzles           | 10月15日           | 5月18日        |        |
| 4                  | 6        | 偽りの仮面                         | McFists of Fury                         | 9月19日            | 5月25日        |        |
| 12                 | 6        | 忍者入門万歳！                     | Viva El Nomicon                         | 10月16日           | 5月25日        |        |
| 7                  | 7        | バンド対決                         | 30 Seconds to Math                      | 10月17日           | 5月26日        |        |
| 7                  | 7        | 怪物訓練                           | Monster Drill                           | 10月18日           | 5月26日        |        |
| 8                  | 8        | マクフィストのクリスマスパーティー | Silent Punch, Deadly Punch              | 7月27日            | 12月7日        |        |
| 8                  | 8        | 忍者キャンプ                       | Ninja Camp                              | 2013年 7月27日     | 12月7日        |        |
| 9                  | 9        | 過去から来た怪物                   | Stank'd to the Future                   | 3月4日             | 2014年 2月2日  |        |
| 9                  | 9        | 水上バイクリレー                   | Wave Slayers                            | 3月4日             | 2014年 2月2日  |        |
| 10                 | 10       | 忍者の刀                           | Sword Quest                             | 3月11日            | 2月9日         |        |
| 10                 | 10       | フランズ・ニューキッド             | Nukid on the Block                      | 3月11日            | 2月9日         |        |
| 11                 | 11       | ゲーム対決                         | Weinerman Up                            | 3月18日            | 2月16日        |        |
| 11                 | 11       | 邪悪な天狗                         | Evil Spirit Week                        | 3月18日            | 2月16日        |        |
| 12                 | 12       | 怪物クラーブ                       | Der Monster Klub                        | 3月25日            | 2月23日        |        |
| 12                 | 12       | 墓石パンチ：ザ・ムービー！         | Grave Puncher: The Movie!               | 3月25日            | 2月23日        |        |
| 13                 | 13       | お仕置き島からの脱出               | Escape from Detention Island            | 6月29日            | 2月30日        |        |
| 13                 | 13       | バッシュが忍者？                   | Bash Johnson: 11th Grade Ninja          | 6月29日            | 2月30日        |        |
| 14                 | 14       | おもしろ投稿動画                   | Shoob Tube                              | 7月13日            | 3月2日         |        |
| 14                 | 14       | チェスロボットとの対決             | Stanks Like Teen Spirit                 | 7月13日            | 3月2日         |        |
| 15                 | 15       | 失われた忍者入門                   | Raiders of the Lost Nomicon             | 7月13日            | 3月9日         |        |
| 15                 | 15       | ロボゴリラのストライキ             | Rise of the Planet of the Robo-Apes     | 7月13日            | 3月9日         |        |
| 16                 | 16       | 口ひげクラブ                       | Secret Stache                           | 7月20日            | 3月16日        |        |
| 16                 | 16       | ラップ対決                         | Hip Hopocalypse Now                     | 7月20日            | 3月16日        |        |
| 17                 | 17       | ランディ・カニングハムと妖術師の鍵 | Randy Cunningham and the Sorcerer's Key | 8月26日            | 3月31日        |        |
| 17                 | 17       | 忍者の恐れるもの                   | McFear Factor                           | 10月5日            | 3月31日        |        |
| 18                 | 18       | 記憶を失くした忍者                 | The Ninja Identity (Part 1)             | 10月12日           | 4月7日         |        |
| 18                 | 18       | 忍者の代理                         | The Ninja Supremacy (Part 2)            | 10月12日           | 4月7日         |        |
| 19                 | 19       | 復讐のマック・アントフィー         | Enter the Nomicon                       | 10月19日           | 4月14日        |        |
| 19                 | 19       | 危険な沼                           | Swampy Seconds                          | 10月19日           | 4月14日        |        |
| 20                 | 20       | マクサッチェル                     | McSatchle                               | 10月26日           | 4月21日        |        |
| 20                 | 20       | マクフィストの兄                   | Fart-Topia                              | 10月26日           | 4月21日        |        |
| 21                 | 21       | マクハガーでPK対決                 | The McHugger Games                      | 11月2日            | 4月28日        |        |
| 21                 | 21       | 珍獣ショー                         | McFreaks                                | 11月2日            | 4月28日        |        |
| 22                 | 22       | 恋に落ちた妖術師                   | Sorcerer in Love                        | 11月9日            | 8月31日        |        |
| 22                 | 22       | バッシュのいたずら                 | Pranks for Nothing                      | 11月18日           | 8月31日        |        |
| 23                 | 23       | ルシウス・オーサンダーパンチ       | Lucious O'Thunderpunch                  | 2014年 1月18日     | 9月7日         |        |
| 23                 | 23       | ランジナルド・ベーグルを捕まえろ！ | Bring me the Head of Ranginald Bagel    | 2014年 1月18日     | 9月7日         |        |
| 24                 | 24       | 壊れない製品                       | Weinerman Tested, Cunningham Aproved    | 1月25日            | 9月14日        |        |
| 24                 | 24       | 恋におちた妖術師2：女妖術師の復讐  | Sorcerer in Love 2: Sorceress's Revenge | 1月25日            | 9月14日        |        |
| 25                 | 25       | 怪物マクフィスト                   | McOne Armed and Dangerous               | 2月1日             | 9月21日        |        |
| 25                 | 25       | もう一人のランディ                 | Shloomp! There It Is!                   | 2月1日             | 9月21日        |        |
| 26                 | 26       | 13世紀の忍者                       | Randy Cunningham: 13th Century Ninja    | 2月8日             | 9月28日        |        |

### シーズン2
| 話数               | 話数        | 邦題                        | 原題                                    | 放送日             | 放送日          | 放送日 |
| アメリカ合衆国の旗 | 日本の旗    | 邦題                        | 原題                                    | アメリカ合衆国の旗 | 日本の旗        |        |
| ------------------ | ----------- | --------------------------- | --------------------------------------- | ------------------ | --------------- | ------ |
| 28                 | 27          | ブーレイが先生？！          | Welcome Back Catfish                    | 2014年 9月29日     | 2014年 10月12日 |        |
| 28                 | 27          | スープアイスはサイコー      | All the Juice that's Fish to Swim       | 2014年 9月29日     | 2014年 10月12日 |        |
| 29                 | 28          | ジュリアンの誕生日          | Julian's Birthday Surprise              | 9月30日            | 10月19日        |        |
| 29                 | 28          | ホントの親友                | True Bromance                           | 9月30日            | 10月19日        |        |
| 27                 | 29          | 真夏のマクスライド          | Flume-Igation                           | 7月19日            | 10月26日        |        |
| 27                 | 29          | プールが欲しい！            | On the Poolfront                        | 7月19日            | 10月26日        |        |
| 30                 | 30          | 憑りつかれてロックンロール  | Unstank My Hart                         | 10月1日            | 11月3日         |        |
| 30                 | 30          | ウーピーⅡ：ウーピーの逆襲   | Whoopee 2: The Wrath of Whoopee 2       | 10月1日            | 11月3日         |        |
| 31                 | 31          | ソーセージの赤ちゃん        | M-m-my Bologna                          | 10月2日            | 11月10日        |        |
| 31                 | 31          | 忍者でゴー                  | Everybody Ninj-along                    | 10月2日            | 11月10日        |        |
| 32                 | 32          | 幻の？！チョコファッジ工場  | Fudge Factory                           | 10月3日            | 2015年 4月3日   |        |
| 32                 | 32          | 究極の目隠しクイズ          | Best Buds                               | 10月3日            | 2015年 4月3日   |        |
| 33                 | 33          | オットーは何でも知っている  | Otto Know Better                        | 10月10日           | 4月10日         |        |
| 33                 | 33          | 乱暴者になった？！ランディ  | Brolateral Damage                       | 10月10日           | 4月10日         |        |
| 34                 | 34          | 怖すぎるハロウィーン        | Let the Wonk One In                     | 10月17日           | 4月17日         |        |
| 34                 | 34          | 恐怖のオナラ伝説            | The Curse of Mudfart                    | 10月17日           | 4月17日         |        |
| 35                 | 35          | レーザータグ 勝つのは誰だ？ | Shoot first, Ask Questions Laser        | 11月27日           | 4月24日         |        |
| 35                 | 35          | 忍者の悪夢                  | Ninjception                             | 11月27日           | 4月24日         |        |
| 36                 | 36          | ゲームショップを守れ！      | Happy Hanukkah, Howard Weinerman        | 12月3日            | 12月5日         |        |
| 36                 | 36          | スノーパラダイス！          | Snow Klahoma!                           | 12月3日            | 12月5日         |        |
| 37                 | 37          | ランディの休日              | Randy Cunningham's Day Off              | 2015年 3月16日     | 7月19日         |        |
| 37                 | 37          | ブーメラン騒動              | Bro-ing Down the House                  | 2015年 3月16日     | 7月19日         |        |
| 38                 | 38          | 忍者はマヌケ？！            | Living in Shooblivion                   | 3月23日            | 7月26日         |        |
| 38                 | 38          | 忍者でひと儲け              | McNinja - Brought to You by McFist      | 3月23日            | 7月26日         |        |
| 39                 | 39          | 操られた忍者                | Mastermind of Disastermind              | 3月30日            | 8月2日          |        |
| 39                 | 39          | ウソつきは誰だ？            | The Brawn Also Rises                    | 3月30日            | 8月2日          |        |
| 40                 | 40          | デビーの特ダネ              | Debbie Meddle                           | 4月6日             | 8月9日          |        |
| 40                 | 40          | 魔の玉を守れ                | Aplopalypse Now                         | 4月6日             | 8月9日          |        |
| 41                 | 41          | 懐かしのアニメヒーロー      | Rorg: A Hero of a Past                  | 4月13日            | 8月16日         |        |
| 41                 | 41          | 忍者の敵？！モート          | Mort-al Combat                          | 4月13日            | 8月16日         |        |
| 42                 | 42          | 土曜日は勉強の日？！        | Wonkin' for the Weekend                 | 4月20日            | 8月23日         |        |
| 42                 | 42          | ノリスビルの忍者ファン      | Ninjafan                                | 4月20日            | 8月23日         |        |
| 43                 | 43          | ボクらの出会い              | When Howie Met Randy                    | 4月27日            | 8月30日         |        |
| 43                 | 43          | 親友は大金持ち              | Bro Money Bro Problems                  | 4月27日            | 8月30日         |        |
| 44                 | 44          | マスコット対決              | The Three Mascoteers                    | 5月11日            | 9月6日          |        |
| 44                 | 44          | 忍者とマクフィストの大脱出  | Escape From Scrap City                  | 5月11日            | 9月6日          |        |
| 45                 | 45          | 親友と宇宙の旅              | Space Cow-bros                          | 5月18日            | 9月13日         |        |
| 45                 | 45          | 新しい校長先生              | The Fresh Principal of Norrisville High | 5月18日            | 9月13日         |        |
| 46                 | 46          | 帽子の騎士のお告げ          | The Prophecy of Hat Sword               | 6月1日             | 9月20日         |        |
| 46                 | 46          | パーティーに行きたい！      | Fake Fight For Your Right to Party      | 6月1日             | 9月20日         |        |
| 47                 | 47          | レストラン対決              | McCluckerbusters                        | 6月8日             | 9月27日         |        |
| 47                 | 47          | フライドケーキを守れ！      | Let Them Eat Cake Fries                 | 6月8日             | 9月27日         |        |
| 48                 | 48          | 忍者のバカンス              | Club Ninja-dise                         | 6月15日            | 2016年 5月7日   |        |
| 48                 | 48          | オナラ・スキャンダル        | To Smell and Back                       | 6月15日            | 2016年 5月7日   |        |
| 49                 | 49          | リトル・ノリスビルの大事件  | Big Trouble in Little Norrisville       | 6月22日            | 5月14日         |        |
| 49                 | 49          | 魔の玉を手にする者          | Winner Takes Ball                       | 6月22日            | 5月14日         |        |
| 50 (最終回)        | 50 (最終回) | 魔の玉とボクらの別れ！？    | Ball's Well That Friends Well           | 7月27日            | 5月21日         |        |